# Temporada 2021 de IndyCar Series
La temporada 2021 de IndyCar Series fue la 26.ª temporada de la IndyCar Series y la 110.ª temporada oficial de campeonatos de monoplazas de Estados Unidos. El evento estelar fue las 500 Millas de Indianápolis. Fue el segundo año con la dirección de Roger Penske después de que se hiciera cargo a finales de 2019. Scott Dixon disputó su 21.ª temporada compitiendo como campeón defensor.
Álex Palou se quedó con el título de pilotos.

## Equipos y pilotos
Todos los equipos usan el chasis Dallara IR18 con el paquete aerodinámico universal y neumáticos Firestone.
| Equipo                                                              | Motor     | N.º | Pilotos               | Carreras            |
| ------------------------------------------------------------------- | --------- | --- | --------------------- | ------------------- |
| A. J. Foyt Enterprises                                              | Chevrolet | 1   | J. R. Hildebrand      | 6                   |
| A. J. Foyt Enterprises                                              | Chevrolet | 4   | Dalton Kellett        | Todas               |
| A. J. Foyt Enterprises                                              | Chevrolet | 11  | Charlie Kimball       | 5-6, 16             |
| A. J. Foyt Enterprises                                              | Chevrolet | 14  | Sébastien Bourdais    | Todas               |
| Andretti Autosport                                                  | Honda     | 25  | Stefan Wilson         | 6                   |
| Andretti Autosport                                                  | Honda     | 26  | Colton Herta          | Todas               |
| Andretti Autosport                                                  | Honda     | 27  | Alexander Rossi       | Todas               |
| Andretti Autosport                                                  | Honda     | 28  | Ryan Hunter-Reay      | Todas               |
| Andretti Steinbrenner Autosport                                     | Honda     | 29  | James Hinchcliffe     | Todas               |
| Andretti Herta-Haupert Autosport w/ Marco Andretti & Curb-Agajanian | Honda     | 98  | Marco Andretti        | 6                   |
| Arrow McLaren SP                                                    | Chevrolet | 5   | Patricio O'Ward       | Todas               |
| Arrow McLaren SP                                                    | Chevrolet | 7   | Felix Rosenqvist      | 1-7, 10-16          |
| Arrow McLaren SP                                                    | Chevrolet | 7   | Oliver Askew          | 8                   |
| Arrow McLaren SP                                                    | Chevrolet | 7   | Kevin Magnussen R     | 9                   |
| Arrow McLaren SP                                                    | Chevrolet | 86  | Juan Pablo Montoya    | 5-6                 |
| Carlin                                                              | Chevrolet | 59  | Max Chilton           | 1-2, 6-12, 14-16    |
| Carlin                                                              | Chevrolet | 59  | Conor Daly            | 3-4, 13             |
| Chip Ganassi Racing                                                 | Honda     | 8   | Marcus Ericsson       | Todas               |
| Chip Ganassi Racing                                                 | Honda     | 9   | Scott Dixon           | Todas               |
| Chip Ganassi Racing                                                 | Honda     | 10  | Álex Palou            | Todas               |
| Chip Ganassi Racing                                                 | Honda     | 48  | Jimmie Johnson R      | 1-2, 5, 7-12, 14-16 |
| Chip Ganassi Racing                                                 | Honda     | 48  | Tony Kanaan           | 3-4, 6, 13          |
| Dale Coyne Racing with Rick Ware Racing                             | Honda     | 51  | Romain Grosjean R     | 1–2, 5, 7–16        |
| Dale Coyne Racing with Rick Ware Racing                             | Honda     | 51  | Pietro Fittipaldi     | 3-4, 6              |
| Dale Coyne Racing with Rick Ware Racing                             | Honda     | 52  | Cody Ware R           | 9, 11-12            |
| Dale Coyne Racing with Rick Ware Racing                             | Honda     | 52  | Ryan Norman R         | 10                  |
| Dale Coyne Racing with Vasser-Sullivan                              | Honda     | 18  | Ed Jones              | Todas               |
| Dreyer & Reinbold Racing                                            | Chevrolet | 24  | Sage Karam            | 6                   |
| Ed Carpenter Racing                                                 | Chevrolet | 20  | Conor Daly            | 1-2, 5, 7-12, 14-16 |
| Ed Carpenter Racing                                                 | Chevrolet | 20  | Ed Carpenter          | 3-4, 6, 14          |
| Ed Carpenter Racing                                                 | Chevrolet | 21  | Rinus VeeKay          | 1-8, 10-16          |
| Ed Carpenter Racing                                                 | Chevrolet | 21  | Oliver Askew          | 9                   |
| Ed Carpenter Racing                                                 | Chevrolet | 47  | Conor Daly            | 6                   |
| Juncos Hollinger Racing                                             | Chevrolet | 77  | Callum Ilott R        | 14-16               |
| Meyer Shank Racing                                                  | Honda     | 06  | Hélio Castroneves     | 6, 11-12, 14-16     |
| Meyer Shank Racing                                                  | Honda     | 60  | Jack Harvey           | Todas               |
| Paretta Autosport                                                   | Chevrolet | 16  | Simona de Silvestro   | 6                   |
| Rahal Letterman Lanigan Racing                                      | Honda     | 15  | Graham Rahal          | Todas               |
| Rahal Letterman Lanigan Racing                                      | Honda     | 30  | Takuma Satō           | Todas               |
| Rahal Letterman Lanigan Racing                                      | Honda     | 45  | Santino Ferrucci      | 6-8, 10-11          |
| Rahal Letterman Lanigan Racing                                      | Honda     | 45  | Christian Lundgaard R | 12                  |
| Rahal Letterman Lanigan Racing                                      | Honda     | 45  | Oliver Askew          | 14-16               |
| Team Penske                                                         | Chevrolet | 2   | Josef Newgarden       | Todas               |
| Team Penske                                                         | Chevrolet | 3   | Scott McLaughlin R    | Todas               |
| Team Penske                                                         | Chevrolet | 12  | Will Power            | Todas               |
| Team Penske                                                         | Chevrolet | 22  | Simon Pagenaud        | Todas               |
| Top Gun Racing                                                      | Chevrolet | 75  | R. C. Enerson         | 6, 12               |

| Icono | Leyenda                   |
| ----- | ------------------------- |
| R     | Elegible a Novato del año |

### Cambios de pilotos
- A. J. Foyt Enterprises contrató a Sébastien Bourdais para manejar el monoplaza No. 14 a tiempo completo.[55]
- Arrow McLaren SP anunció que Oliver Askew no va a pilotar para el equipo en 2021.[18] Felix Rosenqvist vendrá de Chip Ganassi Racing para sustituir a Askew.[19]
- Team Penske anunció que el tres veces campeón del Campeonato Australiano de Supercars, Scott McLaughlin, competirá a tiempo completo para el equipo en la IndyCar en 2021.[56]
- Chip Ganassi Racing fichó a Álex Palou para manejar el monoplaza No. 10 en la temporada 2021.[27]
- Tras disputar tres carreras en 2020 con el equipo Penske y con Arrow McLaren SP, Hélio Castroneves afrontará un calendario de seis carreras en 2021 con Meyer Shank Racing.[43]
- Chip Ganassi Racing contrató a Jimmie Johnson y Tony Kanaan para pilotar el monoplaza número 48. El brasileño competira solamente en las carreras de ovalo, mientras que el estadounidense, que competirá por el Novato del Año, lo hará en los circuitos mixtos y callejeros.
- Colton Herta pasará del monoplaza número 88 de Harding Steinbrenner al número 26, patrocinado por Gainbridge.[10]
- Arrow McLaren SP anunció que el dos veces ganador de las 500 Millas de Indianápolis Juan Pablo Montoya conducirá el tercer coche tanto en el Gran Premio de Indiánapolis como en las 500 Millas de Indianápolis.[57]
- Paretta Autosport, un equipo 100% femenino y dirigido por la exdirectora de Dodge/SRT Motorsports Beth Paretta, anunció que Simona de Silvestro manejará un coche satélite de Penske en las 500 Millas de Indianápolis 500. Esta será la primera aparición de Silvestro en las Indianapolis 500 appearance desde 2015.[45]
- James Hinchcliffe se reintegrará a Andretti Autosport a tiempo completo en el número 29 después de competir en 6 carreras para el equipo en la temporada 2020.[58]
- Dale Coyne Racing with Vasser-Sullivan fichó a Ed Jones para la temporada 2021. Esta será la segunda etapa de Jones con Dale Coyne Racing, tras haber corrido para ellos en la temporada 2017.[59]
- Dale Coyne Racing with Rick Ware Racing anunció que Romain Grosjean competirá para el equipo en circuitos mixtos y callejeros, después de 10 temporadas en la Fórmula 1.[30] Mientras que Pietro Fittipaldi ocupará el lugar de Grosjean en los óvalos.[60]
- Santino Ferrucci manejará para Rahal Letterman Lanigan Racing solamente en las 500 Millas de Indianápolis.[61]
- J. R. Hildebrand firmó para pilotar para A. J. Foyt Enterprises para las 500 Millas de Indianápolis, llevando una decoración especial en homenaje al Aniversario 60 de la primera victoria de A. J. Foyt en la carrera.[3]

### Cambios de equipo
- El 28 de octubre de 2020, se anunció que DragonSpeed, que compitió a tiempo parcial en las dos temporadas anteriores, dejará la IndyCar Series y venderá su chasis Dallara DW12 a Meyer Shank Racing, que alineará un segundo coche para la temporada 2021.[62]
- Team Penske terminó su alianza con el equipo de Supercars Dick Johnson Racing, para volver ser un equipo de cuatro monoplazas en la IndyCar, siendo la última vez en 2017.
- Chip Ganassi Racing también regresó a una alineación de cuatro coches por primera vez desde 2017.
- Dale Coyne Racing se asoció con Rick Ware Racing (que participó en diversas competiciones, como la Copa NASCAR y la Asian Le Mans Series) para toda la temporada, cambiando el número de la segunda coche del equipo del número 19 al 51 y añadiendo una tercera monoplaza, el número 52, para la 500 Millas de Indianápolis.

## Calendario
| Rd. | Fecha            | Nombre oficial                                                | Circuito                                  | Ciudad                  |
| --- | ---------------- | ------------------------------------------------------------- | ----------------------------------------- | ----------------------- |
| 1   | 18 de abril      | Honda Indy Grand Prix of Alabama presented by AmFirst         | R Barber Motorsports Park                 | Birmingham, Alabama     |
| 2   | 25 de abril      | Firestone Grand Prix of St. Petersburg                        | R Circuito callejero de San Petersburgo   | St. Petersburg, Florida |
| 3   | 1 de mayo        | Genesys 300                                                   | O Texas Motor Speedway                    | Fort Worth, Texas       |
| 4   | 2 de mayo        | XPEL 375                                                      | O Texas Motor Speedway                    | Fort Worth, Texas       |
| 5   | 15 de mayo       | GMR Grand Prix                                                | R Indianapolis Motor Speedway Road Course | Speedway, Indiana       |
| 6   | 30 de mayo       | 105th Running of the Indianapolis 500 presented by Gainbridge | O Indianapolis Motor Speedway             | Speedway, Indiana       |
| 7   | 12 de junio      | Chevrolet Detroit Grand Prix                                  | R Circuito de Belle Isle                  | Detroit                 |
| 8   | 13 de junio      | Chevrolet Detroit Grand Prix                                  | R Circuito de Belle Isle                  | Detroit                 |
| 9   | 20 de junio      | REV Group Grand Prix at Road America                          | R Road America                            | Elkhart Lake, Wisconsin |
| 10  | 4 de julio       | Honda Indy 200 at Mid-Ohio                                    | R Mid-Ohio Sports Car Course              | Lexington, Ohio         |
| 11  | 8 de agosto      | Big Machine Music City Grand Prix                             | R Circuito callejero de Nashville         | Nashville, Tennessee    |
| 12  | 14 de agosto     | Big Machine Spiked Coolers Grand Prix                         | R Indianapolis Motor Speedway Road Course | Speedway, Indiana       |
| 13  | 21 de agosto     | Bommarito Automotive Group 500                                | O Gateway International Raceway           | Madison, Illinois       |
| 14  | 12 de septiembre | Grand Prix of Portland                                        | R Portland International Raceway          | Portland, Oregon        |
| 15  | 19 de septiembre | Firestone Grand Prix of Monterey                              | R WeatherTech Raceway Laguna Seca         | Monterey, California    |
| 16  | 26 de septiembre | Acura Grand Prix of Long Beach                                | R Circuito callejero de Long Beach        | Long Beach, California  |

#### Eventos cancelados
| Fecha original | Nombre oficial     | Circuito                        | Ciudad           |
| -------------- | ------------------ | ------------------------------- | ---------------- |
| 11 de julio    | Honda Indy Toronto | R Circuito callejero de Toronto | Toronto, Ontario |

     Óvalos
     Circuitos mixtos y callejeros

## Resultados
| Ronda | Circuito                      | Pole Position   | Vuelta rápida    | Más vueltas lideradas | Ganador           | Ganador                              | Ganador   |
| Ronda | Circuito                      | Pole Position   | Vuelta rápida    | Más vueltas lideradas | Piloto            | Equipo                               | Motor     |
| ----- | ----------------------------- | --------------- | ---------------- | --------------------- | ----------------- | ------------------------------------ | --------- |
| 1     | Birmingham                    | Patricio O'Ward | Patricio O'Ward  | Álex Palou            | Álex Palou        | Chip Ganassi Racing                  | Honda     |
| 2     | San Petersburgo               | Colton Herta    | Álex Palou       | Colton Herta          | Colton Herta      | Andretti Autosport                   | Honda     |
| 3     | Texas 1                       | Álex Palou      | Marcus Ericsson  | Scott Dixon           | Scott Dixon       | Chip Ganassi Racing                  | Honda     |
| 4     | Texas 2                       | Scott Dixon     | Álex Palou       | Scott Dixon           | Patricio O'Ward   | Arrow McLaren SP                     | Chevrolet |
| 5     | Indianapolis GP               | Romain Grosjean | Rinus VeeKay     | Romain Grosjean       | Rinus VeeKay      | Ed Carpenter Racing                  | Chevrolet |
| 6     | Indianapolis 500              | Scott Dixon     | Santino Ferrucci | Conor Daly            | Hélio Castroneves | Meyer Shank Racing                   | Honda     |
| 7     | Detroit 1                     | Patricio O'Ward | Josef Newgarden  | Will Power            | Marcus Ericsson   | Chip Ganassi Racing                  | Honda     |
| 8     | Detroit 2                     | Josef Newgarden | Colton Herta     | Josef Newgarden       | Patricio O'Ward   | Arrow McLaren SP                     | Chevrolet |
| 9     | Road America                  | Josef Newgarden | Álex Palou       | Josef Newgarden       | Álex Palou        | Chip Ganassi Racing                  | Honda     |
| 10    | Mid-Ohio                      | Josef Newgarden | Jack Harvey      | Josef Newgarden       | Josef Newgarden   | Team Penske                          | Chevrolet |
| 11    | Nashville                     | Colton Herta    | Colton Herta     | Colton Herta          | Marcus Ericsson   | Chip Ganassi Racing                  | Honda     |
| 12    | Big Machine Spiked Coolers GP | Patricio O'Ward | Will Power       | Will Power            | Will Power        | Team Penske                          | Chevrolet |
| 13    | Gateway                       | Will Power      | Takuma Satō      | Josef Newgarden       | Josef Newgarden   | Team Penske                          | Chevrolet |
| 14    | Portland                      | Álex Palou      | Romain Grosjean  | Graham Rahal          | Álex Palou        | Chip Ganassi Racing                  | Honda     |
| 15    | Laguna Seca                   | Colton Herta    | Josef Newgarden  | Colton Herta          | Colton Herta      | Andretti Autosport w/ Curb-Agajanian | Honda     |
| 16    | Long Beach                    | Josef Newgarden | Patricio O'Ward  | Colton Herta          | Colton Herta      | Andretti Autosport w/ Curb-Agajanian | Honda     |

## Campeonatos

### Campeonato de pilotos
- Si un piloto lidera al menos una vuelta se le otorga un punto. Quien más vueltas lidere, suma otros dos.
- La pole position otorga un punto.
- Los puntos por posición se otorgan a los pilotos sobre las siguientes bases:

#### Resto de carreras
| Posición | Puntos | Posición | Puntos | Posición | Puntos | Posición | Puntos |
| -------- | ------ | -------- | ------ | -------- | ------ | -------- | ------ |
| 1.º      | 50     | 11.º     | 19     | 21.º     | 9      | 31.º     | 5      |
| 2.º      | 40     | 12.º     | 18     | 22.º     | 8      | 32.º     | 5      |
| 3.º      | 35     | 13.º     | 17     | 23.º     | 7      | 33.º     | 5      |
| 4.º      | 32     | 14.º     | 16     | 24.º     | 6      |          |        |
| 5.º      | 30     | 15.º     | 15     | 25.º     | 5      |          |        |
| 6.º      | 28     | 16.º     | 14     | 26.º     | 5      |          |        |
| 7.º      | 26     | 17.º     | 13     | 27.º     | 5      |          |        |
| 8.º      | 24     | 18.º     | 12     | 28.º     | 5      |          |        |
| 9.º      | 22     | 19.º     | 11     | 29.º     | 5      |          |        |
| 10.º     | 20     | 20.º     | 10     | 30.º     | 5      |          |        |

#### 500 Millas de Indianápolis
| Posición | Puntos | Posición | Puntos | Posición | Puntos | Posición | Puntos |
| -------- | ------ | -------- | ------ | -------- | ------ | -------- | ------ |
| 1.º      | 100    | 11.º     | 38     | 21.º     | 18     | 31.º     | 10     |
| 2.º      | 80     | 12.º     | 36     | 22.º     | 16     | 32.º     | 10     |
| 3.º      | 70     | 13.º     | 34     | 23.º     | 14     | 33.º     | 10     |
| 4.º      | 64     | 14.º     | 32     | 24.º     | 12     |          |        |
| 5.º      | 60     | 15.º     | 30     | 25.º     | 10     |          |        |
| 6.º      | 56     | 16.º     | 28     | 26.º     | 10     |          |        |
| 7.º      | 52     | 17.º     | 26     | 27.º     | 10     |          |        |
| 8.º      | 48     | 18.º     | 24     | 28.º     | 10     |          |        |
| 9.º      | 44     | 19.º     | 22     | 29.º     | 10     |          |        |
| 10.º     | 40     | 20.º     | 20     | 30.º     | 10     |          |        |

#### Clasificaciónfast nine: Indianapolis 500
| Posición | 1.º | 2.º | 3.º | 4.º | 5.º | 6.º | 7.º | 8.º | 9.º |
| Puntos   | 9   | 8   | 7   | 6   | 5   | 4   | 3   | 2   | 1   |

- Los desempates se decidirán por números de victorias, seguido por cantidad de segundos puestos, terceros, etc.; luego por posición de llegada en la carrera anterior; luego por sorteo aleatorio.[69]

#### Clasificación general
| Pos. | Piloto                | ALA | STP | TXS | TXS  | IMS | INDY | DET  | DET | ROA  | MDO | NSH  | IMS | GAT | POR  | LAG | LBH | Puntos |
| ---- | --------------------- | --- | --- | --- | ---- | --- | ---- | ---- | --- | ---- | --- | ---- | --- | --- | ---- | --- | --- | ------ |
| 1    | Álex Palou            | 1L* | 17L | 4cL | 7L   | 3L  | 26L  | 15   | 3   | 1L   | 3   | 7    | 27  | 20  | 1L   | 2   | 4   | 549    |
| 2    | Josef Newgarden       | 23  | 2   | 6   | 2L   | 4   | 12   | 10   | 2L* | 21L* | 1L* | 10   | 8L  | 1L* | 5    | 7   | 2L  | 511    |
| 3    | Patricio O'Ward       | 4L  | 19  | 3   | 1L   | 15  | 4L   | 3L   | 1L  | 9    | 8   | 13   | 5L  | 2L  | 14L  | 5   | 27  | 487    |
| 4    | Scott Dixon           | 3   | 5   | 1L* | 4cL* | 9L  | 171L | 8L   | 7   | 4L   | 4   | 2    | 17  | 19  | 3L   | 13  | 3L  | 481    |
| 5    | Colton Herta          | 22  | 1L* | 22  | 5    | 13  | 162L | 14   | 4   | 2    | 13L | 19L* | 3L  | 18L | 8    | 1L* | 1L* | 455    |
| 6    | Marcus Ericsson       | 8   | 7   | 19  | 12   | 10  | 119  | 1L   | 9   | 6    | 2L  | 1L   | 9   | 9   | 7L   | 6   | 28  | 435    |
| 7    | Graham Rahal          | 7   | 15  | 5   | 3L   | 5   | 32L  | 5L   | 5   | 11   | 6   | 5    | 7   | 23  | 10L* | 4   | 16L | 389    |
| 8    | Simon Pagenaud        | 12  | 3L  | 10  | 6    | 6   | 3L   | 12   | 8   | 18   | 14  | 21   | 16L | 8L  | 21   | 8   | 5   | 383    |
| 9    | Will Power            | 2L  | 8   | 14  | 13L  | 11  | 30   | 20L* | 6   | 3    | 25  | 14   | 1L* | 3L  | 13   | 26  | 10  | 357    |
| 10   | Alexander Rossi       | 9   | 21  | 8   | 20   | 7   | 29   | 7L   | 13  | 7    | 5   | 17   | 4   | 17  | 2    | 25  | 6   | 332    |
| 11   | Takuma Satō           | 13  | 6   | 9   | 14L  | 16  | 14L  | 4    | 12  | 8L   | 10  | 25   | 10  | 6   | 12   | 27  | 9   | 324    |
| 12   | Rinus VeeKay          | 6L  | 9   | 20  | 9L   | 1L  | 83L  | 2    | 18  |      | 16  | 24   | 24  | 21  | 17   | 18  | 25  | 308    |
| 13   | Jack Harvey           | 11  | 4   | 7   | 17   | 23  | 18   | 16   | 19  | 17   | 19  | 15   | 6   | 10  | 4L   | 15  | 7L  | 308    |
| 14   | Scott McLaughlin RY   | 14  | 11  | 2   | 8    | 8   | 20   | 19   | 20  | 14   | 12  | 22   | 23  | 4   | 9L   | 12  | 11  | 305    |
| 15   | Romain Grosjean R     | 10  | 13  |     |      | 2L* |      | 23L  | 24  | 5    | 7   | 16L  | 2   | 14  | 22   | 3L  | 24  | 272    |
| 16   | Sébastien Bourdais    | 5L  | 10  | 24  | 19   | 19  | 26   | 11   | 16  | 16   | 11  | 27   | 15  | 5L  | 18   | 14  | 8   | 258    |
| 17   | Ryan Hunter-Reay      | 24  | 14  | 16  | 10   | 12L | 227  | 21   | 11  | 13   | 24  | 4    | 18  | 7   | 15   | 11  | 23  | 256    |
| 18   | Conor Daly            | 16  | 16  | 21  | 24   | 25  | 13L* | 13   | 15  | 20   | 15  | 12   | 11  | 11  | 16   | 16  | 21  | 235    |
| 19   | Ed Jones              | 15  | 20  | 12  | 22   | 14  | 28   | 9L   | 17  | 23   | 26  | 6    | 14  | 24  | 11L  | 10  | 12  | 233    |
| 20   | James Hinchcliffe     | 17  | 18  | 23  | 18   | 18  | 21   | 17   | 14  | 15   | 17  | 3    | 22  | 15  | 27   | 20  | 14  | 220    |
| 21   | Felix Rosenqvist      | 21  | 12  | 13  | 16   | 17  | 27L  | 25   |     |      | 23  | 8    | 13  | 16  | 6    | 19  | 13  | 205    |
| 22   | Hélio Castroneves     |     |     |     |      |     | 18L  |      |     |      |     | 9    | 21  |     | 23   | 24  | 20L | 158    |
| 23   | Dalton Kellett        | 18  | 23  | 18  | 23   | 20  | 23   | 18   | 23  | 25   | 21  | 23   | 26  | 12  | 26   | 23  | 19  | 148    |
| 24   | Santino Ferrucci      |     |     |     |      |     | 6L   | 6    | 10  |      | 9   | 11   |     |     |      |     |     | 146    |
| 25   | Max Chilton           | 20  | 24  |     |      |     | 24   | 22   | 22  | 10L  | 18  | 18   | 20  |     | 19   | 21  | 15  | 134    |
| 26   | Jimmie Johnson R      | 19  | 22  |     |      | 24  |      | 24   | 21  | 22   | 22  | 26   | 19  |     | 20   | 17  | 17  | 108    |
| 27   | Ed Carpenter          |     |     | 17  | 11L  |     | 54   |      |     |      |     |      |     | 22  |      |     |     | 107    |
| 28   | Tony Kanaan           |     |     | 11  | 15   |     | 105  |      |     |      |     |      |     | 13  |      |     |     | 96     |
| 29   | Oliver Askew          |     |     |     |      |     |      |      | 25  | 12L  |     |      |     |     | 24   | 9   | 22L | 61     |
| 30   | Sage Karam            |     |     |     |      |     | 7L   |      |     |      |     |      |     |     |      |     |     | 53     |
| 31   | Juan Pablo Montoya    |     |     |     |      | 21  | 9    |      |     |      |     |      |     |     |      |     |     | 53     |
| 32   | Pietro Fittipaldi     |     |     | 15  | 21   |     | 25   |      |     |      |     |      |     |     |      |     |     | 34     |
| 33   | J. R. Hildebrand      |     |     |     |      |     | 15   |      |     |      |     |      |     |     |      |     |     | 30     |
| 34   | Cody Ware R           |     |     |     |      |     |      |      |     | 19   |     | 20   | 25  |     |      |     |     | 26     |
| 35   | Marco Andretti        |     |     |     |      |     | 19   |      |     |      |     |      |     |     |      |     |     | 22     |
| 36   | Charlie Kimball       |     |     |     |      | 22  | DNQ  |      |     |      |     |      |     |     |      |     | 18  | 20     |
| 37   | Christian Lundgaard R |     |     |     |      |     |      |      |     |      |     |      | 12L |     |      |     |     | 19     |
| 38   | Callum Ilott R        |     |     |     |      |     |      |      |     |      |     |      |     |     | 25   | 22  | 26  | 18     |
| 39   | Ryan Norman R         |     |     |     |      |     |      |      |     |      | 20  |      |     |     |      |     |     | 10     |
| 40   | Simona de Silvestro   |     |     |     |      |     | 31   |      |     |      |     |      |     |     |      |     |     | 10     |
| 41   | Stefan Wilson R       |     |     |     |      |     | 33   |      |     |      |     |      |     |     |      |     |     | 10     |
| 42   | Kevin Magnussen R     |     |     |     |      |     |      |      |     | 24L  |     |      |     |     |      |     |     | 7      |
| 43   | R. C. Enerson R       |     |     |     |      |     | DNQ  |      |     |      |     |      | 28  |     |      |     |     | 5      |
| Pos. | Piloto                | ALA | STP | TXS | TXS  | IMS | INDY | DET  | DET | ROA  | MDO | NSH  | IMS | GAT | POR  | LAG | LBH | Puntos |

| Color   | Resultado                    |
| ------- | ---------------------------- |
| Oro     | Ganador                      |
| Plata   | 2.º lugar                    |
| Bronce  | 3.er lugar                   |
| Verde   | 4.º y 5.º lugar (top 5)      |
| Celeste | 6.º a 10.º lugar (top 10)    |
| Azul    | Finalizó (afuera del top 10) |
| Violeta | No terminó                   |
| Rojo    | DNQ - No se clasificó        |
| Marrón  | Wth - Retirado               |
| Negro   | DSQ - Descalificado          |
| Blanco  | DNS - No empezó              |
| Blanco  | C - Carrera cancelada        |

| Estado  | Resultado                                |
| ------- | ---------------------------------------- |
| Negrita | Pole position                            |
| Cursiva | Vuelta rápida                            |
| L       | Lideró al menos una vuelta de la carrera |
| *       | Quien lideró más vueltas en la carrera   |
| RY      | Novato del Año                           |
| R       | Novato                                   |

### Campeonato de Fabricantes
| Pos. | Fabricante | Puntos |
| ---- | ---------- | ------ |
| 1    | Honda      | 1306   |
| 2    | Chevrolet  | 1175   |